# بطولة أوروبا لكرة الماء للسيدات 1987
بطولة أوروبا لكرة الماء للسيدات 1987 كان الموسم الثاني من بطولة أوروبا لكرة الماء للسيدات، وجرت المنافسات في ستراسبورغ فرنسا، ونظمت من قبل الاتحاد الأوروبي للسباحة.

## النتائج
| م       | المنتخب         |
| ------- | --------------- |
| ذهبية   | هولندا          |
| فضية    | المجر           |
| برونزية | فرنسا           |
| الرابع  | ألمانيا         |
| الخامس  | النرويج         |
| السادس  | بلجيكا          |
| السابع  | المملكة المتحدة |
| الثامن  |                 |
| التاسع  |                 |
| العاشر  |                 |